# TSV 1861 Straubing
Maillots
Dernière mise à jour : 5 avril 2011.
Le TSV 1861 Straubing est un club sportif allemand localisé à Straubing en Bavière.
En plus du football, le club propose diverses sections: Gymnastique, Tennis, Ski,…
La section hockey sur glace de ce club, créée en 1948, est devenue indépendante en 1981 sous l’appellation de EHC Straubing, connue ensuite sous le nom de Straubing Tigers.

## Histoire (football)
Le club fut fondé le 12 août 1921 sous le nom de 1. FC Straubing. 
Lors de la saison 1938-1939,le club participa au tour final pour la montée en Gauliga Bayern mais ne décrocha pas la promotion espérée. La saison suivant, il échoua de nouveau. En vue de la saison 1944-1945, le 1. FC Straubing fut retenue pour jouer en Gauliga Oberpfalz-Niedernbayern, mais la compétition n’eut pas lieu en raison de l’évolution du conflit.
En 1945, le club fut dissous par les Alliés, comme tous les clubs et associations allemands (voir Directive n°23). Les membres du  1. FC Straubing s’associèrent avec ceux du TSV Jahn 1861 Straubing pour former le TSV 1861 Straubing.
En 1946, la section football du TSV Straubing fut versée en Amateurliga Südbayern. Classé 7e en 1948, le club fut tout juste qualifié pour la Bayernliga où il retrouva plusieurs clubs bavarois réputés: SpVgg Fürth, FC Wacker München ou le 1. FC Bamberg.
En 1950, le TSV Straubing termina 3e et se qualifia pour être un des fondateurs de la 2. Oberliga Süd, une ligue à l’époque située au 2e rang de la hiérarchie. Le club y joua jusqu’en 1961 puis fut relégué en Bayernliga.
Le TSV 1861 Straubing évolua en Bayernliga jusqu’en 1969 puis recula encore d’un rang dans la hiérarchie.
En 1971, le cercle remonta au 3e niveau alors renommé Amateur-Oberliga Bayern. Il y resta jusqu’en 1984 avant de devoir redescendre. Par la suite, le club n’approcha plus les plus hautes ligues régionales.
En 2010-2011, la TSV 1861 Straubing évolue en Kreisliga II/2 Straubing, soit au 9e niveau de la hiérarchie de la DFB.